# Bad Behaviour (Mabel)
Bad Behaviour è un brano musicale della cantante britannica Mabel, pubblicato il 23 luglio 2019 come primo e unico singolo promozionale estratto dal suo album di debutto High Expectations.
Il brano è stato scritto e composto dalla stessa cantante con Marlon Roudette e Andrew Hershey.

## Classifiche
| Classifica (2019) | Posizione massima |
| ----------------- | ----------------- |
| Regno Unito       | 94                |